# هارتسویل (تنسی)
هارتسویل(به انگلیسی: Hartsville) شهری در ایالت تنسی کشور ایالات متحده آمریکا است که جمعیت آن در سرشماری سال ۲۰۱۰ میلادی، ۷٬۸۷۰ نفر بوده‌است.